# Shelby County, Kentucky
Shelby County är ett administrativt område i delstaten Kentucky, USA, med 42 074 invånare. Den administrativa huvudorten (county seat) är Shelbyville. 

## Geografi
Enligt United States Census Bureau så har countyt en total area på 999 km². 995 km² av den arean är land och 4 km² är vatten. 

### Angränsande countyn
- Henry County - norr
- Franklin County - öst
- Anderson County - sydost
- Spencer County - sydväst
- Jefferson County - väst
- Oldham County - nordväst